# Zijin Mining Group
Zijin Mining Group Company Limited («Цзыцзинь Майнинг Груп») — китайская горнодобывающая и металлургическая компания, специализирующаяся на добыче и переработке меди, золота, серебра, цинка, свинца и лития; входит в число крупнейших компаний страны (по итогам 2022 года заняла 325-е место в Forbes Global 2000 и 407-е место в Fortune Global 500).

## История
В 1986 году в уезде Шанхан городского округа Лунъянь была основана Shanghang Minerals Company. В 1993 году она была реструктуризирована в Shanghang Zijin Mining Company и начала разработку золотого рудника Цзыцзиньшань; в 1994 году компания сменила название на Fujian Minxi Zijin Mining Group, а в 2000 году — на Fujian Zijin Mining Company. В 2003 году компания вышла на Гонконгскую фондовую биржу, где привлекла 1,2 млрд гонконгских долларов на развитие бизнеса.
В 2007 году Zijin Mining Group приобрела у британской группы Avocet Mining 75 % акций таджикской золотодобывающей и золотоплавильной компании Zeravshan Gold. В 2008 году компания вышла на Шанхайскую фондовую биржу, где привлекла 9,8 млрд юаней. В 2015 году Zijin Mining Group приобрела у канадской группы Barrick Gold 50 % акций в компании Barrick Niugini Limited, которая добывала золото в городе Поргера (Папуа — Новая Гвинея). В том же 2015 году Zijin Mining Group приобрела у канадской группы Ivanhoe Mines 49,5 % акций в компании Kamoa Holding Limited, которая добывала медь в Камоа-Какула возле Колвези (Демократическая Республика Конго).
В 2016 году Zijin Mining Group увеличила свою долю в руднике Kolwezi Copper Mine (ДР Конго) до 72 %, а в 2017 году приобрела 100 % акций медного рудника Добаошань (Хэйлунцзян). В 2018 году Zijin Mining Group приобрела 63 % акций компании RTB Bor Group, которая владела медным рудником и медеплавильным комбинатом в городе Бор (Сербия), и часть Timok Copper & Gold Mine (Сербия). В 2019 году Zijin Mining Group купила 100 % акций канадской компании Nevsun Resources, которая добывала золото, медь и цинк в Сербии (долина реки Тимок) и Эритрее (посёлок Биша возле Агордата).
В 2020 году Zijin Mining Group приобрела 68,77 % канадской компании Continental Gold, которая разрабатывала золотое месторождение в городе Буритика (Колумбия), а также 50,1 % акций компании Tibet Julong Copper (КНР) и 100 % акций Aurora Gold Mine (Гайана). В 2022 году Zijin Mining Group значительно расширила свои интересы путём поглощений китайских и зарубежных активов: приобрела канадскую компанию Neo Lithium, которая добывала литиевое сырьё в провинции Катамарка (Аргентина); 95 % акций в Rosebel Gold Mine (Суринам); 20 % акций компании Zhaojin Mining (КНР); 30 % акций в Haiyu Gold Mine (КНР); 66 % акций в Xiang Yuan Hard-Rock Lithium Mine (КНР); 70 % акций в Lakkor Tso Lithium (КНР) и 15 % в компании Fujian Longking Co. (КНР), которая производит оборудование для очистки воздуха.

### Инциденты
В июле 2010 года кислотный раствор с рудника Zijinshan Gold and Copper Mine в провинции Фуцзянь дважды попал в реку Тин. В сентябре 2010 года после сильного дождя обрушилась дамба на оловянном руднике Иньянь в провинции Гуандун, в результате чего погибли 28 человек (чтоб покрыть расходы, Zijin Mining Group вскоре продала этот рудник).
В сербском городе Бор неоднократно происходили массовые протесты из-за чрезмерного загрязнения воздуха рудником и комбинатом RTB Bor.

## Деятельность
Zijin Mining Group ведёт разведку и добычу полезных ископаемых; перерабатывает золотую, медную, цинковую, вольфрамовую и свинцовую руду; производит золотой, медный, цинковый, вольфрамовый и свинцовый концентрат; производит золотые и цинковые слитки, электролитическую медь, литиевые соединения, кобальт и никель.
По итогам 2022 года основные продажи Zijin Mining Group пришлись на золото (38,4 %), медь (24,8 %) и цинк (2,6 %). Крупнейшим рынком сбыта являлся Китай (75 %). 

### Основные активы
В состав Zijin Mining Group входят следующие сырьевые и производственные активы: 
Горнодобывающие активы в Китае
- Ashele Copper Mine (Синьцзян)
- Wulagen Lead and Zinc Mine (Синьцзян)
- Sawaya’erdun Gold Mine (Синьцзян)
- Mengku Iron Mine (Синьцзян)
- Longnan Zijin (Ганьсу)
  - Liba Gold Mine (Ганьсу)
- Deerni Copper Mine (Цинхай)
- Julong Copper Mine (Тибет)
- Yulong Copper Mine (Тибет)
- Xaitongmoin Copper and Gold Mine (Тибет)
- Lakkor Tso Lithium (Тибет)
- Miaogou Lead and Zinc Mine (Внутренняя Монголия)
- San Guikou Lead and Zinc Mine (Внутренняя Монголия)
- Duobaoshan Copper Mine (Хэйлунцзян)
- Tongshan Copper Mine (Хэйлунцзян)
- Shuguang Gold and Copper Mine (Цзилинь)
- Haiyu Gold Mine (Шаньдун)
- Shanxi Zijin (Шаньси)
  - Yixingzhai Gold Mine (Шаньси)
- Luyuangou Gold Mine (Хэнань)
- Shanggong Gold Mine (Хэнань)
- Zijinshan Gold and Copper Mine (Фуцзянь)
- Xiang Yuan Hard-Rock Lithium Mine (Хунань)
- Guizhou Zijin (Гуйчжоу)
  - Shuiyindong Gold Mine (Гуйчжоу)
- Malipo Tungsten Mine (Юньнань)

Горнодобывающие активы в мире
- Čukaru Peki Copper and Gold Mine (Сербия)
- Bor Copper Mine (Сербия)
- Kamoa-Kakula Copper Mine (ДР Конго)
- Kolwezi Copper and Cobalt Mine (ДР Конго)
- COMMUS (ДР Конго)
- Garatau PGM Mine (ЮАР)
- Nkwe Platinum (ЮАР)
- Bisha Zinc and Copper Mine (Эритрея)
- Buriticá Gold Mine (Колумбия)
- Aurora Gold Mine (Гайана)
- Rosebel Gold Mine (Суринам)
- Rio Blanco Copper and Molybdenum Mine (Перу)
- Tres Quebradas Lithium Brine (Аргентина)
- Norton Gold Fields (Австралия)
- Porgera Gold Mine (Папуа — Новая Гвинея)
- Kyzyl-Tash Turk Polymetallic Mine (Россия)
- Jilau Gold Mine (Таджикистан)
- Taror Gold Mine (Таджикистан)
- Taldybulak Levoberezhny Gold Mine (Кыргызстан)

Металлургические активы в Китае
- Медеплавильный завод (Шанхан, Фуцзянь)
- Медеплавильный завод (Цицикар, Хэйлунцзян)
- Медеплавильный завод (Хуньчунь, Цзилинь)
- Золотоплавильный завод (Шанхан, Фуцзянь)
- Золотоплавильный завод (Лоян, Хэнань)
- Цинкоплавильный завод (Урад-Хоуци, Внутренняя Монголия)
- Цинкоплавильный завод (Улугчат, Синьцзян)

Металлургические активы в мире
- Медеплавильный завод Камоа (Луалаба, ДР Конго)

Исследования и образование
- Школа геологии и горнодобычи Zijin (совместное учреждение Zijin Mining Group и университета Фучжоу)
- Исследовательский институт горнодобычи и металлургии Zijin (Сямынь)
- Лаборатория комплексного использования бедных золотоносных руд (совместное учреждение Zijin Mining & Metallurgy Technology и Fujian Zijin Mining and Metallurgy Testing Technology в Шанхане)
- Геологоразведочная компания Sino-Zijin Resources (Пекин)

Другие активы
Также Zijin Mining Group принадлежат пакеты акций в следующих компаниях: Zhaojin Mining Industry (25,1 %), Xanadu Mines (19,4 %), Jiayou International Logistics (17,55 %), Sichuan Rongda Gold (10,4 %), Wildsky Resources (9,98 %), Zhejiang DunAn Artificial Environment (9,73 %), CALB Group (6,22 %), Xinxin Mining Industry (5,95 %) и Tianqi Lithium (5,83 %).

## Акционеры
Крупнейшими акционерами Zijin Mining Group являются Fujian Shanghang SASAC (29,6 %), GIC Private Limited (6,47 %), Van Eck Associates (6,37 %), Schroder Investment Management (4,42 %), BlackRock (4,2 %), The Vanguard Group (3,15 %), Baillie Gifford & Co (1,71 %), Global X (1,01 %) и JPMorgan Investment Management (0,78 %).